# Lengua Village
Lengua Village es una villa de Trinidad y Tobago, que forma parte de la región de Penal-Debe.

## Geografía
La villa abarca parte de la isla Trinidad y limita al norte con Borde Narve, al sur y oeste con Barrackpore y al este con St. Croix Village.

## Demografía
Datos demográficos de la villa de Lengua Village:
| Gráfica de evolución demográfica de Lengua Village entre 2000 y 2011 |
|                                                                      |